# Вранкен, Агафон Карлович
Агафон Карлович Вранкен (1814—1870) — генерал-майор русской императорской армии, герой Кавказских походов.

## Биография
Родился в 1814 году, сын действительного статского советника Карла Иосифовича Вранкена.
Образование получил в Павловском кадетском корпусе, из которого выпущен 30 января 1834 года прапорщиком в лейб-гвардии Гренадерский полк.
В 1836—1838 годах Вранкен прошёл курс наук в Николаевской академии Генерального штаба, за успехи в науках был произведён в поручики. По окончании академии был зачислен в Генеральный штаб и в 1840—1847 годах служил на Кавказе. Здесь он неоднократно принимал участие в походах против горцев и заслужил несколько орденов. Командовал 2-м батальоном Апшеронского пехотного полка.
21 сентября 1844 года Вранкен, уже будучи в чине капитана, за сражение 3 июня 1844 года с горцами при селении Кака-Шура (Гилли) был награждён орденом Св. Георгия 4-й степени
Когда все массы неприятеля обрушились на четыре роты Апшеронского полка, капитан Вранкен, командуя ими, распорядительностью и собственным примером геройского мужества и самоотвержения, остановил и отбил все натиски неприятельских сил и, непоколебимо удерживаясь, несмотря на три сильные контузии в грудь и руку, дал время подоспеть житомирским ротам и устроить их на позиции, чем непосредственно содействовал к совершенному поражению в двадцать раз сильнейшего неприятеля. Тяжелая рана в голову, замертво положившая его на поле битвы, была причиною, что он не вёл апшеронцев на последний решительный удар.
Произведённый в полковники и оправившись от ран, Вранкен в 1847 году был назначен командиром Прагского пехотного полка, 7 июня 1849 года произведён в генерал-майоры. Участвовал в Венгерском походе.
В 1850 году Вранкен был назначен начальником штаба 2-го пехотного корпуса, после чего состоял в Генеральном штабе. В 1855 году назначен командующим 5-й пехотной дивизии. Во главе дивизии участвовал в Крымской войне, в частности, в сражении на Чёрной речке, где был ранен в руку. 9 февраля 1856 году был зачислен по армейской пехоте и уволен в отпуск на 10 месяцев для лечения.
Раны, полученные Вранкеном на Кавказе, не позволили ему далее нести строевую службу, и в 1857 году он был уволен в отставку. Летом 1859 года женился на Зинаиде Павловне Филимоновой. Был лютеранином, но в 48 лет, 4 ноября 1863 года, был присоединён к православию.
Скончался 24 января (5 февраля) 1870 года в Ницце, похоронен в Москве на кладбище Донского монастыря.

## Награды
Российские:
- Орден Святого Станислава 3-й степени (5.09.1839)
- Орден Святой Анны 3-й степени с бантом (4.07.1842)
- Орден Святого Владимира 4-й степени с бантом (1844)
- Орден Святого Георгия 4-й степени (21.09.1844, № 7132 по кавалерскому списку Григоровича — Степанова)
- Орден Святой Анны 2-й степени с императорской короной (12.11.1849)
- Орден Святого Станислава 1-й степени (17.10.1851)
- Орден Святой Анны 1-й степени (1854)
- Знак отличия беспорочной службы за XV лет (22.08.1854)

Иностранные:
- Прусский орден Красного орла 2-й ст. (1851)
- Австрийский орден Железной короны 1-й ст. (1853)